# Razor
Razor es una banda canadiense de thrash metal formada en Guelph, Ontario, en el año 1984 y disuelta en 1992. Sin embargo, el grupo reanudó su actividad en 1997 para grabar el álbum Decibels para romperse de nuevo y volver a reformarse en el año 2005 para embarcarse en la gira The Gates of Hell. A lo largo de su carrera han compartido escenario con grupos como Slayer, Motörhead y Venom. El guitarrista Dave Carlo ha sido el único miembro permanente de la formación desde sus comienzos hace cuarenta años. Es considerada junto a sus compatriotas 
Exciter parte fundamental del heavy metal underground a nivel mundial; junto con Annihilator, Anvil y Voivod son consideradas las bandas de heavy metal más importantes de su país. 

## Historia

### Primeros años y ruptura (1983-1992)
Razor fue formada en 1983 en por el guitarrista Dave Carlo. Un miembro secundario llamado John Scheffel estaba en la banda en ese momento como vocalista y guitarrista, pero se fue en 1984. Después de esfuerzos fallidos con otros dos vocalistas, Carlo eventualmente establecería una formación con el vocalista Stace "Sheepdog" McLaren, el bajista Mike Campagnolo y el baterista Mike "M-Bro" Embro. Los miembros fundadores, el guitarrista y la sección rítmica, eran antiguos compañeros de escuela.  En 1984 se grabó una demostración de cinco pistas antes del lanzamiento del EP Armed & Dangerous en mayo de 1984 por Voice Records, que recibió elogios de la crítica y con el paso del tiempo se ha consolidado como una importante pieza del thrash. 
En diciembre de 1984 se grabó un álbum de demostración de preproducción titulado “Escape the Fire”, que sería la base principal para lo que más adelante se convertiría en el primer álbum de larga duración “Executioner's Song”, lanzado en abril de 1985 a través de Viper Records desde su lanzamiento ha cosechado críticas mayormente positivas por su producción y el talento creativo de la alineación un excelente debut para el grupo que a menos de un año en octubre de 1985 presentaría su segundo álbum de estudio “Evil Invaders”, uno de sus trabajos más conocidos considerado una obra maestra del thrash metal,  una secuela con una producción mejorada que incluye temas clásicos del grupo como "Iron Hammer", "Legacy of Doom" así como la canción que da título al disco. Ambas placas son consideradas piezas fundamentales del metal extremo canadiense y del thrash metal underground, por estos años Razor actuó en Estados Unidos y Canadá con Slayer, Motörhead y Venom.
El tercer álbum, “Malicious Intent”, fue lanzado en abril de 1986. Su proceso de creación sufrió debido a la acumulación de conflictos internos dentro de la banda y la falta de un lanzamiento oficial en los Estados Unidos, lo que a su vez llevó a que su compañía discográfica los abandonara. Pese a lo anterior esta larga duración es considerado un álbum mayormente consistente con su trayectoria y estilo, aunque paso un poco desapercibido por los problemas relacionados con la distribución es considerado una pieza clásica muy apreciada con un destacado papel del baterista Mike Embro y los riffs de Carlo.  con el paso de los años se convirtió en uno de sus discos más reeditados y cierre de la trilogía más reconocida de la primera etapa del grupo.
Contando con algo de reconocimiento, en 1987, se lanzó “Custom Killing” su cuarta publicación fue autofinanciada y publicada por el sello independiente Fringe Product, el álbum tuvo poco éxito comercial y, a su vez, fue pasado por alto por muchos de sus fanáticos, su música adoptó un enfoque más progresivo que los lanzamientos anteriores, con cuarenta y seis minutos, es ciertamente más largo que cualquier álbum que hayan hecho, una buena parte de su tiempo se cumple en dos canciones particulares, los cuales son trabajos de técnica bastante logrados pistas de once minutos "Survival of the Fittest" y "Last Rites", y luego colocando las adyacentes con un puñado de canciones de thrash de tres a cinco minutos para respaldarlas. El baterista Mike Embro y el bajista Mike Campagnolo dejaron la banda poco después del lanzamiento del álbum siendo el último trabajo que contó con la formación clásica de la banda, fueron reemplazados por el hermano de Dave Carlo, Adam, en el bajo y Rob Mills en la batería. 
Razor volvió a sus raíces con el quinto álbum “Violent Restitution”, que fue lanzado en 1988 por Steamhammer. Fue bien recibido, considerándose más agresivo y pesado que su predecesor. El interés del vocalista Stace McLaren en la banda disminuyó, lo que finalmente llevó a su partida dado a contantes problemas económicos y el rumbo que estaban teniendo las composiciones de los últimos álbumes. Su reemplazo sería el vocalista de SFH, Bob Reid. Luego, la banda retorno con Fringe Product y lanzó “Shotgun Justice” en marzo de 1990. El disco cosechó una recepción muy positiva y es considerado parte importante de la historia musical de la banda lo anterior les permitió encabezar festivales pequeños, actuando con Sacrifice y Disciples of Power. El baterista Rob Mills estuvo involucrado en un accidente que lo dejó incapaz de actuar. Adam Carlo dejó la banda y fue reemplazado por el bajista de SFH, Jon Armstrong. El siguiente álbum, “Open Hostility”, fue lanzado en 1991. Debido a la lesión de Mills y su incapacidad para actuar en el álbum, Dave Carlo usó una caja de ritmos programada para replicar su estilo. Más tarde, Mills regresó y Razor se embarcó en una gira de promoción del álbum antes de su presentación final el 2 de octubre de 1992. Después de la gira, la banda se separó. Fringe Product publicó una compilación llamada “Exhumed” durante la ausencia de la banda.

### Reforma y años recientes (1996-presente)
Para 1996, Razor volvió a estar activo como resultado de la idea del vocalista Bob Reid de reformar la banda. Tanto a Reid como a Carlo se les unieron Armstrong y el baterista de SFH Rich Oosterbosch. El octavo álbum de estudio, “Decibels”, fue lanzado en 1997 por Hypnotic Records, el álbum recibió críticas mayormente positivas, aunque no estaba al nivel de los dos últimos lanzamientos de la banda el regreso fue celebrado por sus más fieles seguidores y especialistas, uno de los aspectos más destacados fue el mantener el clásico sonido del speed/thrash en la época cuando la mayoría de bandas clásicas del género experimentaron nuevas tendencias sonoras y se acercaron a otras corrientes. Por esta misma época Armstrong y Oosterbosch ya no estarían en la banda y fueron reemplazados por los miembros que regresaron Rob Mills y Adam Carlo (antes de ser reemplazados por Mike Campagnolo).
No se realizarían más lanzamientos de estudio, se dedicarían a tocar en innumerables festivales donde se destaca su actuación en The Gates of Hell en 2005, el Headbangers Open Air Festival en 2009 y el True Thrash Festival en Osaka en 2011; esta actuación se lanzó solo en Japón en febrero de 2012 en formato DVD y posteriormente se publicaría el que es su primer y único álbum oficial en vivo el 10 de noviembre de 2016. titulado “Live! Osaka Saikou 大阪最高”
El 19 de abril de 2012, a Carlo le diagnosticaron cáncer oral en etapa 2, pero fue tratado con éxito y reanudó sus tareas de guitarra en 2015. La banda actuó en un evento benéfico en 2014, el Maryland Deathfest en 2015 y el Festival de la Muerte de California en 2016. En 2014, el baterista Rob Mills dejó la banda y fue reemplazado por el baterista de Ripp'rd, Rider Johnson. A finales de 2018, Johnson anunció su salida a través de Facebook y fue reemplazado por Shareef "Reef" Hassanien durante la mayor parte de 2019. Sin embargo, a finales de ese año, Johnson se reincorporó al grupo.
El noveno álbum de estudio, “Cycle of Contempt”, se lanzó el 23 de septiembre de 2022, lo que marca el primer álbum con material inédito en 25 años. siendo uno de los discos más esperados por la escena en muchos años la recepción ha sido mixta pues mientras se valora el regreso con material nuevo y respetando el estilo es castigado por su simplicidad y tecnicismo poco elaborado, así como por exceso de posproducción y arreglos.

## Miembros
- Dave Carlo – guitarras (1983–1992, 1997–present)
- Mike Campagnolo – bajo (1983–1987, 2005–2008, 2011–present)
- Bob Reid – voz (1989–1992, 1997–present)
- Shareef "Reef" Hassanien – batería (2018–2019)(2023-present)

### Miembros pasados
- Mike 'M-Bro" Embro – batería (1983–1987)
- Stace "Sheepdog" McLaren – voz (1984–1989)
- Rob Mills – batería (1988–1992, 1998–2014)
- Adam Carlo – bajo (1988–1990, 2003–2005, 2008–2010)
- John Armstrong – bajo (1990–1992, 1997–2002)
- Rich Oosterbosch – batería (1997)
- Shareef "Reef" Hassanien – batería (2018–2019)
- Rider Johnson – batería (2014–2018, 2019–2023)

## Discografía

### Álbum de Estudio
- Executioner's Song (1985) (Unidisc)
- Evil Invaders (1985) (Unidisc)
- Malicious Intent (1986) (Unidisc)
- Custom Killing (1987) (Fist Fight Rec.)
- Violent Restitution (1988) (SPV GmbH)
- Shotgun Justice (1990) (Fringe Rec.)
- Open Hostility (1991) (Fringe Rec.)
- Decibels (1997) (Candlelight Records)
- Cycle of Contempt (2022) (Relapse Records)

### Álbum En Vivo
- Live! Osaka Saikou 大阪最高 (2016) (Relapse Records)

### Otras Publicaciones
- Escape The Fire (1984) Demo (autoproducido)
- Armed & Dangerous (1984) EP (Voice Records)
- Exhumed (1994) Compilación (Steamhammer)
- 35 Years Thrash Insanity (2020) Boxed set